# Kepanjen (Kepanjen)
Kepanjen is een bestuurslaag in het regentschap Malang van de provincie Oost-Java, Indonesië. Kepanjen telt 13.525 inwoners (volkstelling 2010).